# Barthélemy O'Mahony
Pour les articles homonymes, voir O'Mahony.
Barthélemy, comte O'Mahony, est un officier français, lieutenant général dans l'armée française et dans l'armée portugaise, colonel dans l'armée britannique, grand croix de l'ordre militaire et royal de Saint-Louis.
Né irlandais le 5 janvier 1748 à Castle-Island dans le comté de Kerry, de Michael O'Mahony et d'Helena Holles, décédé à Versailles le 16 mai 1825. Tout comme son cousin Daniel O'Mahony, le brave de Crémone, il descend de Teige O'Mahony, grand sénéchal du Desmond, comte de Desmond, favori du roi Mac Carthy Mor, mort en 1565, et d'Honora O'Sullivan, petite fille de Gerald FitzGerald, vice roi d'Irlande . Issu d'une famille privée de tous ses droits par les lois pénales anglaises, il vient en France à l'âge de 15 ans. Il est naturalisé français le 26 mars 1767. En 1781 il obtient la charge de gouverneur-châtelain de Câteau-Cambresis qu'il conservera jusqu'à la Révolution. Le 21 janvier 1788 il obtient les honneurs du Carrosse du Roi et suit le Roi à la chasse le 30. Le 26 septembre 1789 il obtient des lettres de reconnaissance de noblesse d'ancienne extraction.
Il avait acheté à Nancy un hôtel particulier connu sous le nom d'hôtel O'Mahony, qui fut saisi et devint le siège du Comité de surveillance révolutionnaire "regénéré" de Mauger, tristement célèbre pour ses actes illégaux et arbitraires, qui fonctionna du 25 octobre au 24 novembre 1793. Les comités suivants y demeurèrent jusqu'en septembre 1794 quand le nouveau comité de Michaud l'abandonna pour un local de la rue Callot. Le tribunal révolutionnaire y tint ses séances et c'est dans sa cour que furent brûlés les confessionnaux, diverses boiseries de la Cathédrale et notamment les reliques de Saint Sigisbert qui avaient été retirées de leur châsse.

## États de Service
- Cadet dans le régiment d'infanterie irlandaise de Clare, le 16 septembre 1763[6]
- Sous-lieutenant le 30 décembre 1769, rang de capitaine du 23 janvier 1771
- Employé dans les îles de France et de Bourbon en 1771 et 72
- Présenté dans l'ordre de Saint-Jean de Jérusalem en juin 1775[7],[8] mais n'a pas présenté ses vœux.
- Capitaine en second dans le Walsh-infanterie, compagnie de chasseurs, le 27 juin 1776
- Rang de colonel d'infanterie le 27 décembre 1777
- Chevalier de Saint-Louis le 19 août 1781
- Mestre de camp en second de Berwick-infanterie le 1er janvier 1784
- Colonel commandant le dit régiment le 13 mars 1788
- Maréchal de camp le 1er mars 1791, il rejoint l'armée des Princes avec une partie de son régiment le 28 juillet suivant [9]
- Commissaire des Princes dans les électorats de Trèves et de Cologne en 1793 et 94
- Lieutenant-colonel puis Colonel du 6e régiment de la "Catholic Irish Brigade" au service de la Grande-Bretagne 1794-1802 [10]
- Passé au Portugal, avec la permission du roi, comme lieutenant-général, le 2 avril 1802 [11]
- Lieutenant général des Armées du roi et Commandeur de l'Ordre de Saint-Louis le 23 août 1814
- Commandant la 21e région militaire à Bourges le 25 juillet 1815
- Commandant la 13e région militaire à Rennes le 24 janvier 1816
- Grand-croix de Saint-Louis le 20 août 1823

## Famille
Barthélemy O'Mahony a épousé le 26 mai 1787 Monique de Gouy d'Arsy, dont il eut un fils unique  Arsène. Monique était la fille de  Louis, marquis de Gouy d'Arsy, lieutenant général, gouverneur de Clermont, lieutenant général au gouvernement de l'Ile-de-France, et d'Yvonette Rivié de Ricquebourg. Elle était également la sœur de Louis-Marthe de Gouy d'Arsy.

### Sources primaires
- Dossier 7YD741 Service Historique de la Défense
- Lettres de reconnaissance de noblesse ancienne et de race -imprimé en 1790 à Nancy-
- Archives de la famille O'Mahony